# Cratere Chimbote
Chimbote  è un cratere sulla superficie di Marte.